# 若杉喜三郎

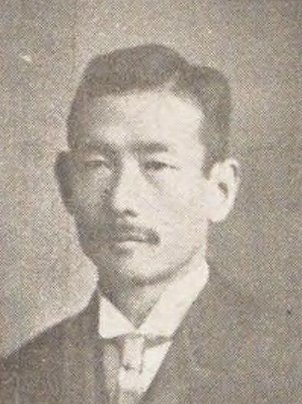
若杉喜三郎

若杉 喜三郎（わかすぎ きさぶろう、元治元年3月13日（1864年4月18日） - 大正5年（1916年）3月26日）は、日本の衆議院議員（立憲政友会）。医師。

## 経歴
越後国蒲原郡五十嵐浜村（現在の新潟県新潟市西区）出身。1889年（明治22年）、東京帝国大学医科大学を卒業。1891年（明治24年）より新潟市に若杉病院を開業した。1901年（明治34年）、新潟市会議員に選出され、1904年（明治37年）には市会議長に選ばれた。その後、1908年（明治41年）から1年余りの間、医学研究のためドイツに留学した。
1912年（明治45年）、第11回衆議院議員総選挙に出馬し、当選を果たした。